# Малый, Якуб
Якуб Йозеф Доминик Малый (чеш. Jakub Malý; 4 августа 1811, Прага — 7 марта 1885, там же) — чешский историк, писатель
, переводчик, журналист, политик, деятель национального возрождения.

## Биография
Родился в семье среднего достатка, окончил философский и юридический факультеты Карлова университета . Находился под влиянием учений Бернара Больцано и Йозефа Юнгмана , сблизился с патриотическими и литературными кругами.
Во время революций 1848 года в Австрийской империи занялся политикой и стал консервативным членом Национального комитета. Как сторонник чешского национального возрождения и панславизма , подчеркивал важность рукописи Зеленой Горы на чешском языке , предположительно датируемой VIII веком, которая стала главным символом националистического движения.
В 1830-е годы публиковал статьи во многих консервативно-патриотических газетах и помогал Юнгману создать немецко-чешский словарь. Он также автор стихов и нескольких драм. С 1835 по 1844 год редактировал «Knihovna Populární Literatury» (Библиотеку популярной литературы), в которую входили переводы иностранных авторов. К концу 1850-х годов был привлечён Франтишеком Ладиславом Ригером в качестве редактора его чешской национальной энциклопедии «Slovník naučný».
Одна из главных его заслуг состоит в ознакомлении чешского общества с трагедиями и комедиями Шекспира, в хороших переводах (числом 11, с 1856 по 1880 г.); ему же принадлежит самостоятельное исследование: «Shakespeare а jeho díla» (1873). Из исторических работ наиболее известны: «Amerika od času svého odkrytí až na nejposlednější dobu» (1853—57); «Dějiny národa českého pro čtenáře každeho stavu» (1863); «Mezi vzkříšením 1848—1860» (1867); «Vlastenecký slovník historycký» (1875); «Nase znovu zrození» (1880—84). Мелкие статьи собраны в «Zpomínky a úvahy starého vlastence».
Похоронен на Ольшанском кладбище.